# Crnjevac
Crnjevac je rod zeljastih biljaka porodice usnatica, koja ima veliku primenu u travarstvu. Za razliku od velikog broja usnatica, poput nane, ruzmarina i sl, crnjevac nema poseban izrazit miris. Njeni nazivi na engleskom jeziku bi se mogli prevesti kao "svelečilica". Biljka je u poslednje vreme predmet čitavog niza naučnih istaživanja.

## Stanšte
Većina vrsta Crnjevca se prirodno javlja po Evropi, Aziji, i Severu Afrike, A Prunella vulgaris (Občni Crnjevac) je Holartično rasprostranjen, te se javlja i u Severnoj Americi, i predstavlja uobičajen korov. Rastu nisko, i bujaju na vlažnim travnatim površinama, gde se brzo šire i gusto prekrivaju tlo. Kao što je česa pojava sa biljkama iz porodice usnatica, imaju četvrtasto stablo.

## Opis
Engski naziv "svelečilica" potiče od toga što se neke vrste koriste u lečenju mnogih manjih oboljenja. Može se uzgajati iz semena, ili deljenjem busena na proleće i jesen.

### Vrste
1. Prunella albanica Pénzes - Albanija
2. Prunella × bicolor Beck - delovi Evrope   (P. grandiflora × P. laciniata)
3. Prunella × codinae Sennen - Španija (P. hyssopifolia × P. laciniata)
4. Prunella cretensis Gand. - Krit
5. Prunella × gentianifolia Pau - Španija (P. hyssopifolia × P. vulgaris)
6. Prunella grandiflora (L.) Scholler - centralna + južna Evropa od Kavkaza do Rusije; Kavkaz
7. Prunella hyssopifolia L. - Španija, Francuska, Italija, Maroko
8. Prunella × intermedia Link - centralna + jugozapadna Evropa     (P. laciniata × P. vulgaris)
9. Prunella laciniata (L.) L - centralna + južna Evropa, North Africa, Middle East
10. Prunella orientalis Bornm. - Turska, Sirija
11. Prunella prunelliformis (Maxim.) Makino - Japan
12. Prunella × surrecta Dumort. - centralna + jugozapadna Evropa     (P. grandiflora × P. vulgaris)
13. Prunella vulgaris L. - rasprostranjena širom Evrope, Severne Afrike, Azije, Severne Amerike; naturalizovana u Novom Zelandu i delovima Amerike

### Podvrste:[3]
- Prunella vulgaris ssp. aleutica (Fernald) Hultén – Aleutian selfheal
- Prunella vulgaris ssp. lanceolata (W. Bartram) Hultén – lance selfheal
- Prunella vulgaris ssp. vulgaris (L.) – common selfheal

## Upotreba

### Narodna medicina
Na Pacifičkom severozapadu, njezin sok je koristilo Quinault pleme, dok ju je Quileute pleme koristilo na krastama. Takođe, koristili su celu biljku za lečenje posekotina i upala. Pripremom biljke sa mašću prave se melemi. Osušena biljka (кин: 夏枯草) se koristi za spravljanje biljnog napitka. 
Često se koristi i za halitozu, i to uglavnom u kombinaciji sa drugim biljkama (npr. perilla, nana, etc.). 

### U ishrani
Blago gorki listovi se koriste kao salata. Larve nekih Leptira, uključujući Coleophora albitarsella je koriste u ishrani.
Prunella vulgaris se koristi i kao sastojak nekih bodybuilding suplemenata.